# Segusino
Segusino (velenceiül Seguzin) település Olaszországban, Veneto régióban, Treviso megyében. Lakosainak száma 1787 fő (2023. január 1.). Segusino Alano di Piave, Quero Vas és Valdobbiadene községekkel határos.

## Népesség
A település népességének változása:
| Lakosok száma | 1888 | 1884 | 1787 |
|               | 2017 | 2018 | 2023 |